# Lednica zbożowa

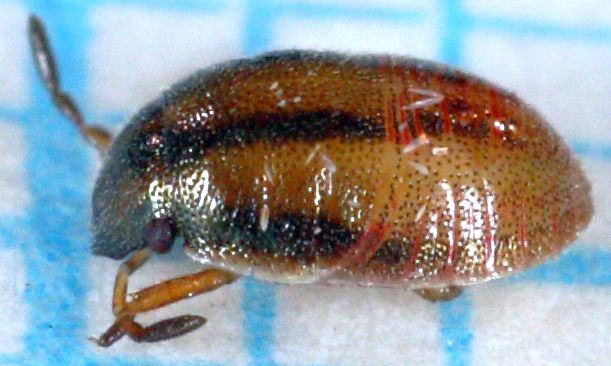
Nimfa, pierwszy etap
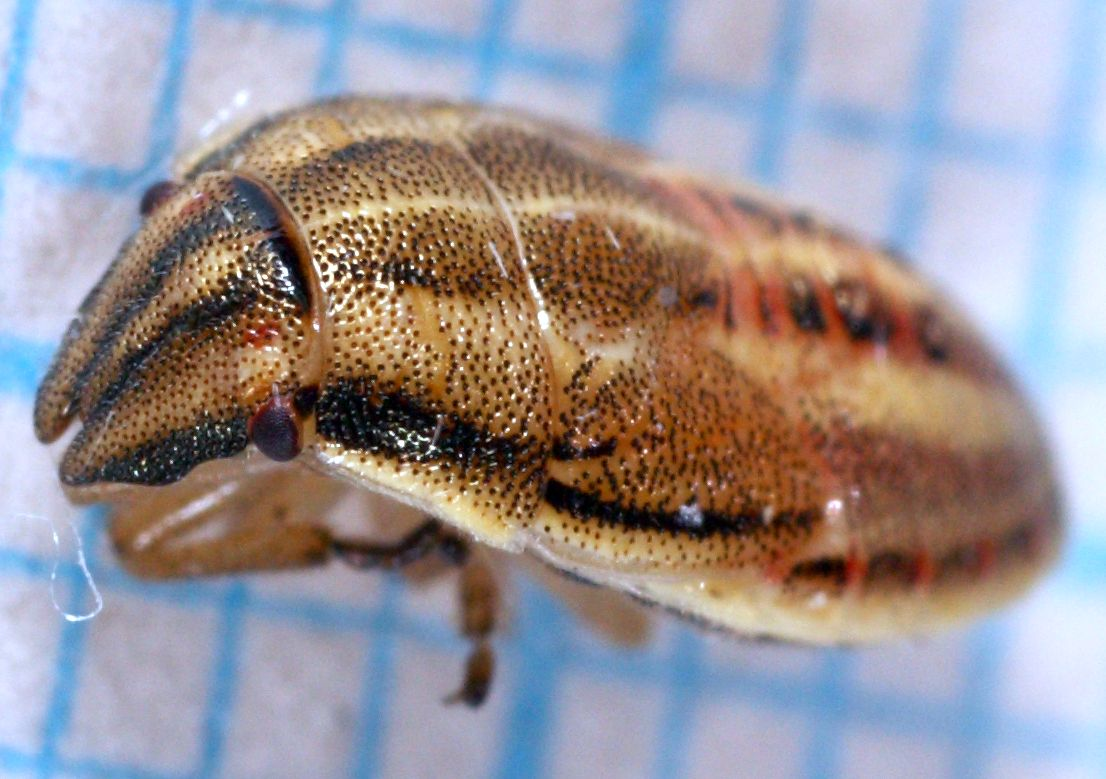
Nimfa, ostatnie stadium

Lednica zbożowa (Aelia acuminata) – gatunek owada z rzędu pluskwiaków. Osiąga długości 8-10 mm, wybarwiony na żółto z czarnymi paskami na głowie i przedpleczu. Postacie dorosłe zimują w ściółce lub zaroślach. W ciągu roku występuje jedno pokolenie. Jest roślinożerny, przebywa na różnych dziko rosnących trawach i zbożach. Czasami może wyrządzać znaczne szkody. Występuje w Europie, Północnej Afryce i Azji.